# Moyasimon
Moyasimon (もやしもん?, Moyashimon) è un manga scritto e disegnato da Masayuki Ishikawa e pubblicato da Kōdansha sulla rivista Evening dal 20 luglio 2004 al 23 aprile 2013 per poi spostarsi su Monthly Morning Two dal 22 giugno 2013 al 22 gennaio 2014. In Italia è pubblicato dal 15 dicembre 2012 da GP Manga fino al volume 6 e, dal 23 settembre 2016 fino al 18 giugno 2021, da RW Edizioni continuando da dove si era interrotta l'edizione precedente.
Ne è stata tratta una serie televisiva anime di 11 episodi, andata in onda nel blocco noitaminA della Fuji TV dal 12 ottobre al 21 dicembre 2007. Una seconda serie intitolata Moyashimon Returns e sempre composta da 11 episodi è andata in onda sempre su noitaminA dal 5 luglio al 13 settembre 2012. Nel 2010 ne è stato tratto un dorama in 11 puntate.

## Trama
La serie segue le vicissitudini della matricola Tadayasu Sawaki, iscritto a un'università agricola e dotato della singolare capacità di percepire batteri ed altri microorganismi ad occhio nudo, raffigurandoli come buffe "creaturine" di dimensioni maggiori rispetto alle loro controparti reali. Il giovane è anche in grado di toccarli e in certi casi di comunicare con essi. Il bizzarro professore Keizō Itsuki è venuto a conoscenza dei poteri del ragazzo grazie alla conoscenza con il nonno del giovane, e decide di sfruttarli per il bene delle sue ricerche scientifiche (in gran parte incentrate sulla fermentazione), evitando nel contempo che altri scoprano di questa sua abilità. Il professor Itsuki lavora con una giovane ricercatrice chiamata Haruka Hasegawa, la quale è incredula a riguardo delle capacità di Sawaki, ma presto si dovrà ricredere.

## Personaggi
Tadayasu Souemon Sawaki (沢木 惣右衛門 直保?, Sawaki Souemon Tadayasu)
Doppiato da: Daisuke Sakaguchi nell'anime e interpretato da: Yuichi Nakamura nel dorama
Il protagonista della serie, un ragazzo che si immatricola a un'università agricola ed è in grado di vedere microorganismi e di comunicare con essi. Uno di questi, l'Aspergillus oryzae, è una mascotte di sorta della serie.
Kei Yūki (結城 蛍?, Yūki Kei)
Doppiato da: Mitsuki Saiga nell'anime e interpretato da: Azusa Okamoto nel dorama
Amico d'infanzia di Sawaki, ne conosce le abilità, e come lui si è immatricolato alla stessa università, in quanto la sua famiglia possiede un impianto per la produzione del sakè e quindi deve imparare di più sui processi che la coinvolgono. Viene menzionato che Kei possiede un aspetto femmineo, e in effetti verso la fine della serie si scopre che la sua identità di genere è incerta: egli è un cross-dresser che lavora part-time presso un negozio di alcolici vestito da gothic lolita e dimostra con un bacio come Tadayasu sia per lui/lei più che un amico.
Keizō Itsuki (樹 慶蔵?, Itsuki Keizō)
Doppiato da: Tomomichi Nishimura nell'anime e interpretato da: Toshio Kurosawa nel dorama
Anziano professore dell'università ed esperto in particolar modo dei processi di fermentazione (tanto da cibarsi quasi solo di alimenti che li coinvolgono, per il disgusto di altri personaggi), decide di avvalersi delle capacità di Sawaki per portare avanti le sue ricerche e per questo porta il ragazzo sotto la sua ala protettrice. In realtà, però, non ha intenzione di sfruttare il giovane, ma soltanto di fargli capire come sfruttare al meglio le sue capacità per svolgere ciò che veramente desidera fare.
Haruka Hasegawa (長谷川 遥?, Hasegawa Haruka)
Doppiata da: Sayaka Ōhara nell'anime e interpretata da: Natsuki Katō nel dorama
Una ricercatrice che collabora con il prof. Itsuki, che conosce dai tempi della scuola media. Si tratta di una donna decisamente aggressiva e violenta, con l'abitudine di indossare sotto il camice abbigliamento più adatto a un club sadomaso che a un laboratorio. Si scopre che la sua facoltosa famiglia ha arrangiato per lei un matrimonio con un uomo più anziano, che lei non sopporta; il motivo per cui ella ha proseguito l'università dopo la laurea per conseguire il dottorato è proprio il fatto che, fino a quando non avrà terminato gli studi, il matrimonio dovrà attendere.
Hazuki Oikawa (及川 葉月?, Oikawa Hazuki)
Doppiata da: Akemi Kanda nell'anime e interpretata da: Haneyuri nel dorama
Un'altra matricola, questa ragazza sembra soffrire di un disturbo ossessivo-compulsivo per cui tutto deve essere perfettamente sterile, infatti porta sempre con sé cose come salviette e spray anti-batterico, dando il via ad alcune scenette dove i batteri, visti secondo la prospettiva di Sawaki, vengono messi K.O.
Kaoru Misato (美里 薫?, Misato Kaoru)
Doppiato da: Katsuyuki Konishi nell'anime e interpretato da: Koji Nishida nel dorama
Uno studente capellone e barbuto, dall'aspetto trasandato, che cerca di applicare le sue conoscenze in campo di microorganismi per avviare un birrificio all'interno dell'università e fare così un po' di soldi. Una volta scoperti i poteri di Sawaki cercherà di coinvolgerlo nei suoi progetti, e ben presto diverranno amici.
Takuma Kawahama (川浜 拓馬?, Kawahama Takuma)
Doppiato da: Noriaki Sugiyama nell'anime e interpretato da: Akihiro Kimura nel dorama
Basso, grassoccio e tarchiato, Kawahama è il migliore amico di Misato, vive con lui in un appartamento malridotto e con lui condivide speranze e progetti. È una delle vittime predestinate, assieme all'amico, delle crisi d'ira di Hasegawa.
Aoi Mutō (武藤 葵?, Mutō Aoi)
Doppiata da: Mamiko Noto nell'anime e interpretata da: Chisun nel dorama
Nota come "Miss Agricoltura" per il suo fascino, Mutō è una giovane ricercatrice che collabora con il prof. Itsuki e Hasegawa. A differenza di quest'ultima, Mutō è piuttosto vivace, energetica e un po' bizzarra. Fra le altre cose è anche la presidentessa del club di ufologia dell'università.

## Media

### Manga
Il manga è stato scritto da Masayuki Ishikawa ed è stato serializzato dal 20 luglio 2004 al 23 aprile 2013 sulla rivista bisettimanale Evening edita da Kōdansha per poi spostarsi su Monthly Morning Two dal 22 giugno 2013 al 22 gennaio 2014. I vari capitoli sono stati raccolti in tredici volumi tankōbon pubblicati dal 23 maggio 2005 al 20 marzo 2014.
In Italia la serie è stata pubblicata inizialmente da Edizioni BD sotto etichetta GP Manga dal 15 dicembre 2012 al 18 luglio 2015 fermandosi al sesto volume. I volumi seguenti sono stati pubblicati da RW Edizioni sotto l'etichetta Goen dal 23 settembre 2016 al 18 giugno 2021 nella collana Ki Supplement.

#### Volumi
| 1  | 23 maggio 2005 | ISBN 978-4-06-352106-1                                                      | 15 dicembre 2012  | ISBN 978-88-6468-929-6 |
| 1  | Capitoli - 1. L'ingresso all'università - 2. Capacità - 3. Hiochi - 4. Senpai - 5. La sera - 6. Il secondo giorno - 7. Orientamento - 8. Disinfezione - 9. Fermentiamo! - 10. Primavera - 11. La battaglia dei batteri buoni |                                                                             |                   |                        |
| 2  | 21 ottobre 2005 | ISBN 978-4-06-352126-9                                                      | 22 giugno 2013    | ISBN 978-88-6634-523-7 |
| 2  | Capitoli - 12. Un'altra persona con poteri speciali - 13. Non ti piace il sake? - 14. Miss portatrice - 15. Il più piccolo nemico dell'umanità - 16. Stai bevendo un buon sake? - 17. Mettiamoci nei panni dell'altro - 18. La festa di primavera - 19. L'assalto - 20. Uomini in guerra - 21. Facciamo finire la festa di primavera - 22. Dopo la festa - 23. I diversi risvegli                                                                                                   |                                                                             |                   |                        |
| 3  | 27 luglio 2006 | ISBN 978-4-06-352151-1 (ed. regolare) ISBN 978-4-06-372153-9 (ed. limitata) | 21 dicembre 2013  | ISBN 978-88-6634-645-6 |
| 3  | Capitoli - 24. Il mangiatore di natto del Kansai e il restio ragazzo tornato dall'estero - 25. In intimo - 26. DRC - 27. L'origine del male - 28. Qui dove la terra finisce e il mare comincia - 29. Il profumo della Scandinavia ♪ - 30. Un giorno di inizio estate - 31. Lavoro di squadra - 32. Grazie mille - 33. Vacanze estive - 34. Gli alcolici del paese delle buone maniere - 35. Un lungo invecchiamento - 36. Il recupero - 37. Che anche domani tu possa essere felice |                                                                             |                   |                        |
| 4  | 22 dicembre 2006 | ISBN 978-4-06-352171-9 (ed. regolare) ISBN 978-4-06-358234-5 (ed. limitata) | 30 agosto 2014    | ISBN 978-88-6883-013-7 |
| 4  | Capitoli - 38. Il dolore degli Oryzae - 39. Più in alto si vola, più rovinosa è la caduta - 40. Una donna perfetta - 41. Il piccoletto e la gothic lolita - 42. Il piccoletto e la donna della disinfezione - 43. Mistero di una notte di mezza estate - 44. La guerra dei mondi - 45. La scoperta - 46. Lo scandalo - 47. L'obiettivo - 48. Verso l'inizio dell'autunno |                                                                             |                   |                        |
| 5  | 22 giugno 2007 | ISBN 978-4-06-352192-4 (ed. regolare) ISBN 978-4-06-362082-5 (ed. limitata) | 21 marzo 2015     | ISBN 978-88-6883-188-2 |
| 6  | 22 febbraio 2008 | ISBN 978-4-06-352213-6 (ed. regolare) ISBN 978-4-06-358243-7 (ed. limitata) | 18 luglio 2015    | ISBN 978-88-6883-268-1 |
| 7  | 22 dicembre 2008 | ISBN 978-4-06-352244-0 (ed. regolare) ISBN 978-4-06-362127-3 (ed. limitata) | 23 settembre 2016 | ISBN 978-88-6712-604-0 |
| 8  | 23 luglio 2009 | ISBN 978-4-06-352272-3 (ed. regolare) ISBN 978-4-06-362148-8 (ed. limitata) | 25 novembre 2016  | ISBN 978-88-6712-625-5 |
| 9  | 6 luglio 2010 | ISBN 978-4-06-352312-6 (ed. regolare) ISBN 978-4-06-362169-3 (ed. limitata) | 31 marzo 2017     | ISBN 978-88-6712-635-4 |
| 10 | 25 marzo 2011 | ISBN 978-4-06-352350-8 (ed. regolare) ISBN 978-4-06-376056-9 (ed. limitata) | 18 novembre 2017  | ISBN 978-88-6712-667-5 |
| 11 | 23 marzo 2012 | ISBN 978-4-06-352408-6 (ed. regolare) ISBN 978-4-06-362212-6 (ed. limitata) | 31 ottobre 2020   | ISBN 978-88-6712-748-1 |
| 12 | 5 aprile 2013 | ISBN 978-4-06-352456-7 (ed. regolare) ISBN 978-4-06-362247-8 (ed. limitata) | 12 marzo 2021     | ISBN 978-88-6712-769-6 |
| 13 | 20 marzo 2014 | ISBN 978-4-06-388306-0                                                      | 18 giugno 2021    | ISBN 978-88-9284-328-8 |

### Anime
Un adattamento anime di 11 episodi è andato in onda all'interno del contenitore noitaminA di Fuji TV tra l'11 ottobre e il 20 dicembre 2007. La serie è stata prodotta da Shirogumi e Telecom Animation Film e diretta da Yuichiro Yano. Natsuko Takahashi si è occupato della sceneggiatura, Junichi Takaoka ha curato il character design mentre Naoki Sato ha curato la colonna sonora. La sigla iniziale è Curriculum (カリキュラム?, Karikyuramu) di Sarasa Ifu mentre quella di chiusura è ROCKET dei Polysics. La sigla iniziale, girata dal noto regista Takashi Yamazaki, è degna di nota, in quanto è costituita da riprese di ambienti dal vivo all'interno dei quali si muovono i batteri rappresentati per mezzo della computer grafica. Batteri e microorganismi sono protagonisti assoluti anche della sigla di chiusura. Al Tokyo International Film Festival è stato spiegato che nell'anime compaiono oltre cento tipi diversi di batteri. Crunchyroll ha trasmesso la serie in streaming in versione sottotitolata in vari Paesi del mondo. La colonna sonora della serie è stata pubblicata il 28 novembre 2007. ASMIK ha raccolto l'anime in 4 DVD distribuiti tra il 21 dicembre 2007 e il 19 marzo 2008. La stessa ASMIK ha anche pubblicato un box DVD il 26 maggio 2010 e un box Blu-ray il 26 ottobre 2011. Il nono volume del manga è stato pubblicato contenente un cortometraggio in CGI il 6 luglio 2010, il quale conteneva un cortometraggio di sei minuti sui microrganismi. Ogni episodio dura circa 20 minuti, ed è seguito da un breve "siparietto" (noto anche come Microbe Theatre) che ha come protagonisti assoluti i vari microorganismi apparsi nel corso della puntata, sempre rappresentati come simpatici esserini; durante il Microbe Theatre i microorganismi informano lo spettatore su fatti scientificamente accurati che li riguardano, ma con un tono umoristico e divertente.
Una seconda stagione intitolata Moyasimon Returns è andata in onda sempre all'interno di noitaminA per undici episodi trasmessi dal 5 luglio al 13 settembre 2012. Crunchyroll ha trasmesso questa stagione in simulcast. Yuichiro Yano e Natsuko Takahashi sono tornati a ricoprire i rispettivi ruoli di regista e sceneggiatore della serie mentre Takefumi Haketa ha sostituito Naoki Sato alla colonna sonora. La sigla d'apertura è Wake Up del duo ClariS mentre quella di chiusura è Saikin (最近?) di Hiiragi. ASMIK ha pubblicato la seconda stagione in sei DVD e Blu-ray, con i volumi corrispondenti in uscita nella stessa data, tra il 5 settembre 2012 e il 6 febbraio 2013.

#### Episodi
| Nº                             | Titolo italiano (traduzione letterale) Giapponese 「Kanji」 - Rōmaji                                  | In onda           | In onda |
| Nº                             | Titolo italiano (traduzione letterale) Giapponese 「Kanji」 - Rōmaji                                  | Giapponese        |         |
| Moyasimon (11 episodi)         | |                   |         |
| 1                              | Epica storia di microbi agricoli 「農大菌物語」 - Nōdai kin monogatari                                | 11 ottobre 2007   |         |
| 2                              | Studente di agricoltura da trecento milioni di yen 「三億円の農大生」 - Sanoku En no nōdaisei         | 18 ottobre 2007   |         |
| 3                              | Facciamo la birra con i microbi! 「菌でかもすぞ」 - Kin de kamosuzo                                   | 25 ottobre 2007   |         |
| 4                              | Ovunque è la celebrazione del microbo 「あちこち菌祭り」 - Achikochi Kin matsuri                      | 1º novembre 2007  |         |
| 5                              | Bizzarro! Mostro di microbi 「怪奇! 菌オバケ」 - Kaiki! Kin obake                                     | 8 novembre 2007   |         |
| 6                              | Incantevole! Miss Agricoltura! 「悩殺! ミス農大」 - Nōsatsu! Misu nōdai                               | 15 novembre 2007  |         |
| 7                              | Alzate le tende! Il festival agricolo di primavera 「開幕! 農大春祭」 - Kaimaku! Nōdai harusai        | 22 novembre 2007  |         |
| 8                              | L'epico gioco di cattura del cancello anteriore agricolo 「農大正門攻略戦」 - Nōdai seimon kōryakusen | 29 novembre 2007  |         |
| 9                              | Adatto per pelle morbida 「柔肌にとりつけ」 - Yawahada ni toritsuke                                   | 6 dicembre 2007   |         |
| 10                             | Bacio lolita gotico 「ゴスロリキッス」 - Gosurori Kissu                                               | 13 dicembre 2007  |         |
| 11                             | Futuro abbagliante del microbo 「輝く菌未来」 - Kagayaku kin mirai                                    | 20 dicembre 2007  |         |
| Moyasimon Returns (11 episodi) | |                   |         |
| 1                              | Alzati, Moyasimon 「もやしども起つ」 - Moyashidomo tatsu                                              | 5 luglio 2012     |         |
| 2                              | Cantina di fermentazione 「発酵蔵」 - Hakkōgura                                                       | 12 luglio 2012    |         |
| 3                              | Team Oikawa 「チーム及川」 - Chīmu Oikawa                                                             | 19 luglio 2012    |         |
| 4                              | Una caduta di cambiamenti 「変化の秋」 - Henka no aki                                                 | 26 luglio 2012    |         |
| 5                              | Festa del raccolto 「収穫祭」 - Shūkakusai                                                            | 2 agosto 2012     |         |
| 6                              | Teamwork 「チームワーク」 - Chīmuwāku                                                                 | 9 agosto 2012     |         |
| 7                              | Uccello in gabbia 「かごの鳥」 - Kago no tori                                                         | 16 agosto 2012    |         |
| 8                              | Marriage 「マリアージュ」 - Mariāju                                                                   | 23 agosto 2012    |         |
| 9                              | On the Route des Grand Crus 「グラン＝クリュ街道にて」 - Guran Kuryu kaidō nite                       | 30 agosto 2012    |         |
| 10                             | Incomprensioni 「すれちがう思い」 - Surechigau Omoi                                                   | 6 settembre 2012  |         |
| 11                             | Sono a casa 「ただいま」 - Tadaima                                                                    | 13 settembre 2012 |         |

### Dorama
Moyasimon è stato adattato in un dorama live action. La serie, composta in totale da undici episodi, è andata in onda su Fuji TV tra l'8 luglio e il 16 settembre 2010 all'interno del contenitore noitaminA, che aveva già trasmesso anche l'anime. La serie è stata diretta da Akira Iwamoto mentre la sceneggiatura è stata affidata a Natsuko Takahashi. Shirogumi ha gestito la produzione e gli effetti visivi, con una dimostrazione dal vivo della tecnologia in realtà aumentata utilizzata per i germi super deformed di Moyasimon alla conferenza stampa tenutasi nel 2010. ASMIK ha pubblicato la serie live action su 4 DVD tra il 23 dicembre 2010 e il 16 marzo 2011.

## Accoglienza
Il manga di Moyasimon ha ricevuto il Grand Prize per al 12º Premio culturale Osamu Tezuka nel 2008. È stato anche insignito del Premio Kodansha per i manga 2008 nella categoria Generale. È stato selezionato come uno dei migliori manga in Giappone nel 2008 da Tamaki Seto. È stato candidato al primo Manga Taishō nel 2008. Nel 2006, il manga e il suo adattamento animato sono stati finalisti al Japan Media Arts Festival 2007. Nel 2006, il manga è stato finalista al decimo premio culturale Osamu Tezuka.
Zoltan Fehervari della rivista Cell elogia lo stile grafico del manga per essere "generalmente eccellente in tutto, con dettagli nitidi, personaggi espressivi e azione fluida". Brigid Alverson elogia il manga affermando "mentre questa serie mette in mostra il folle senso dell'umorismo dell'autore, è così scientificamente accurata che è anche legittimamente educativa!". Scott Green di Ain't It Cool News commenta la presentazione dei batteri nel manga come "fondamentalmente forme con facce", evidenziando le differenze tra il loro "ampio e carino" character design e Jessica Rabbit. Loda anche i disegni con "i personaggi appaiono in sfondi pensati con un sacco di lavoro di linea, un'abbondanza di toni sibili, illustrazioni a margine e note". Tuttavia la densità delle informazioni fornite portano a "un manga viscoso che si muove lentamente. Anche se non ci sono punti morti, non scorre facilmente". Satsuki Murakami e Mio Bryce scrivendo per l'International Journal of the Humanities lodano il manga affermando che "i concetti chiave sono presentati ripetutamente in un formato divertente, rendendo Moyasimon rappresentativo del manga che promuove con successo l'interesse dei lettori e la comprensione efficace di argomenti difficili come la tecnologia della birra". Jason Thompson, nella sua appendice online Manga: The Complete Guide, commenta che "Ishikawa a volte sbaglia sul lato delle troppe informazioni, risultando in pagine e pagine piene di testo, e non tanto in termini di trama o sviluppo del personaggio nel mondo umano macroscopico". Carlo Santos di Anime News Network raccomandava lo stile di disegno di Ishikawa affermando che erano presenti "molte sfumature attente per far risaltare la profondità e la trama in ogni scena, così come i disegni dei personaggi distintivi per ciascuno dei nuovi arrivati".
Jake Godek di THEM Anime elogia l'anime per il suo ritratto dei microrganismi affermando che sono "così adorabili che è facile vederne uno nello show e volerlo abbracciare". Loda anche la musica "orecchiabile oltre il necessario", tuttavia critica la storia "debole" affermando "sembra che la storia venga davvero decisa passo dopo passo durante la produzione piuttosto che prima". Carl Kimlinger di Anime News Network elogia l'ambientazione dell'anime per "catturare quel sentimento collegiale: la libertà, la novità, l'avventura; i cattivi coinquilini, le bizzarre attività scolastiche, la sperimentazione sessuale da ubriachi". Kimlinger ha paragonato le due stagioni dell'anime: "Questa è l'aspetto più nitido dei due, con un design più pulito e impostazioni più dettagliate; la seconda stagione è la più vivida, con colori più brillanti e design più espressivi. Il punteggio di questa stagione è a volte incongruamente serio (il che a volte aggiunge umorismo) e il livello di fanservice è molto elevato (Ricordate la sperimentazione sessuale da ubriachi? Diciamo solo che nessun uomo è stato coinvolto)". Kimlinger, nella sua recensione della seconda stagione, elogia il "grande cast corale" e il "ritmo piacevole" ma critica i primi tre episodi di "riempitivo irrilevante e lezioni di scienze alimentari".
Clarissa Graffeo di Anime World Order commenta la pratica "grossolana" di preparare il kiviak nella versione live action e Itsuki consuma il pasto fermentato. Erin Finnegan di Anime News Network commenta la densità del live action, confrontandolo con quello di Nodame Cantabile, "che sembrava coprire un intero volume del manga per episodio". Chris Beveridge di Mania.com commenta i "microbi leggermente comici che ricordano gli alieni di Toy Story tranne per il fatto che parlano di più". In una recensione del quinto episodio, Beveridge critica l'introduzione della ragazza gothic lolita, dicendo "che sebbene carina nei manga e negli anime, sembra ridicola dal vivo". Una recensione dell'episodio finale vede Beveridge elogiare il "lavoro di CG sia per i batteri che per tutte le stranezze del campus". Si complimenta inoltre per il lavoro svolto affermando che "Moyasimon esagera su tutto nel modo giusto, raramente si spinge troppo oltre e invece è solo sciocco e abbastanza irrealistico da farti ridere pur mantenendo il concetto di base".